# Witukind von Spiegel
Witukind von Spiegel († 1205) war ein Benediktinermönch und von 1186 bis zu seinem Tod Abt von Corvey.

## Leben
Witukind von Spiegel gilt als frühestes namentlich überliefertes Mitglied der gleichnamigen westfälischen Adelsfamilie. Zuvor Propst des Klosters Gröningen, wurde er 1189 von Heinrich VI. zum Abt von Corvey ernannt. Sein Zeitgenosse Caesarius von Heisterbach beschrieb ihn als einen „sehr weltlichen Mann, mehr Krieger als Mönch“ (homo valde saecularis, magis se reformans militi quam monacho). Nach dem Urteil der Chronistik lebte er, „selbst kriegerisch gesinnt, in heftigen Fehden mit den Rittern von Amelunxen und den Grafen von Waldeck, geriet auch darüber selbst in Gefangenschaft, ließ sich aber sonst das Beste des Stifts angelegen sein, und erlangte von Otto IV. mancherlei Vorteile.“
Wichtigstes Ziel des Abbatiat Witukinds war die Sicherung des stiftischen Territoriums. 1189 erbaute er als südliche Grenzfeste die Burg Lichtenfels, die jedoch bereits 1267 an die Grafen von Waldeck fallen sollte. Im Bündnis mit Bischof Bernhard III. von Paderborn gelang ihm 1206 Eroberung und Schleifung der im Besitz der Welfen befindlichen Burg Desenberg, die für beide eine Bedrohung dargestellt hatte. In der Folgezeit wurde die Burg als paderbornisches Lehen zum Hauptsitz der Spiegels, die sich ab 1256 nach ihr benannten.